# Bodești
Bodești es una comuna ubicada en el distrito de Neamț, Rumania.

## Superficie
Posee una superficie de 63,14 kilómetros cuadrados.

## Demografía
Hasta 2021 la población era de 4286 habitantes, con una densidad de población de 67,88 habitantes por kilómetro cuadrado.